# 程拠
程 拠（てい きょ、? - 300年）は、中国西晋時代の医者。

## 経歴
咸寧四年（278年）11月、太医令司馬の程拠は雉頭裘（きじの毛皮衣）を帝に献上した。しかし、司馬炎は「奇技異服は典礼の禁じるところである」と詔を出して、御殿の前でこれを焼いた。
後に昇進して太医令となる。291年、賈皇后は司馬亮らを誅殺するといよいよ好き勝手に荒淫し、程拠らとともに乱れぶりが内外に知られた。
297年に賈南風の乳母の徐義が病で伏せると頻繁に見舞いが送られたが、その中に奉車都尉関中侯・程拠の名も見える。
300年3月、賈南風の命で廃太子の司馬遹を毒殺するために「巴豆杏子丸」を調合する。しかし、司馬遹は警戒して食べなかったため、孫慮が藥杵で撲殺した。その後、4月に賈南風が誅殺されると劉振、孫慮、程拠らも連座した。

## 脚註
1. ↑  『晋書』世祖武帝記「咸寧四年十一月辛巳，太醫司馬程拠獻雉頭裘，帝以奇技異服典禮所禁，焚之於殿前。甲申，敕內外敢有犯者罪之。」
2. ↑  『晋書』恵賈皇后
3. ↑  『賈南風乳母徐義墓誌銘』「皇帝陛下、皇后、慈仁矜愍，使黃門旦夕問訊，遣殿中大醫、奉車都尉關中侯程拠、劉琁等，就家瞻視。」
4. ↑  『晋書』愍懷太子遹伝